# Lista orașelor din Honduras

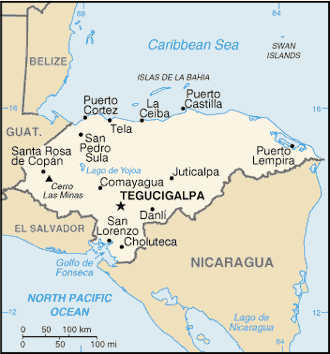
Harta Hondurasului

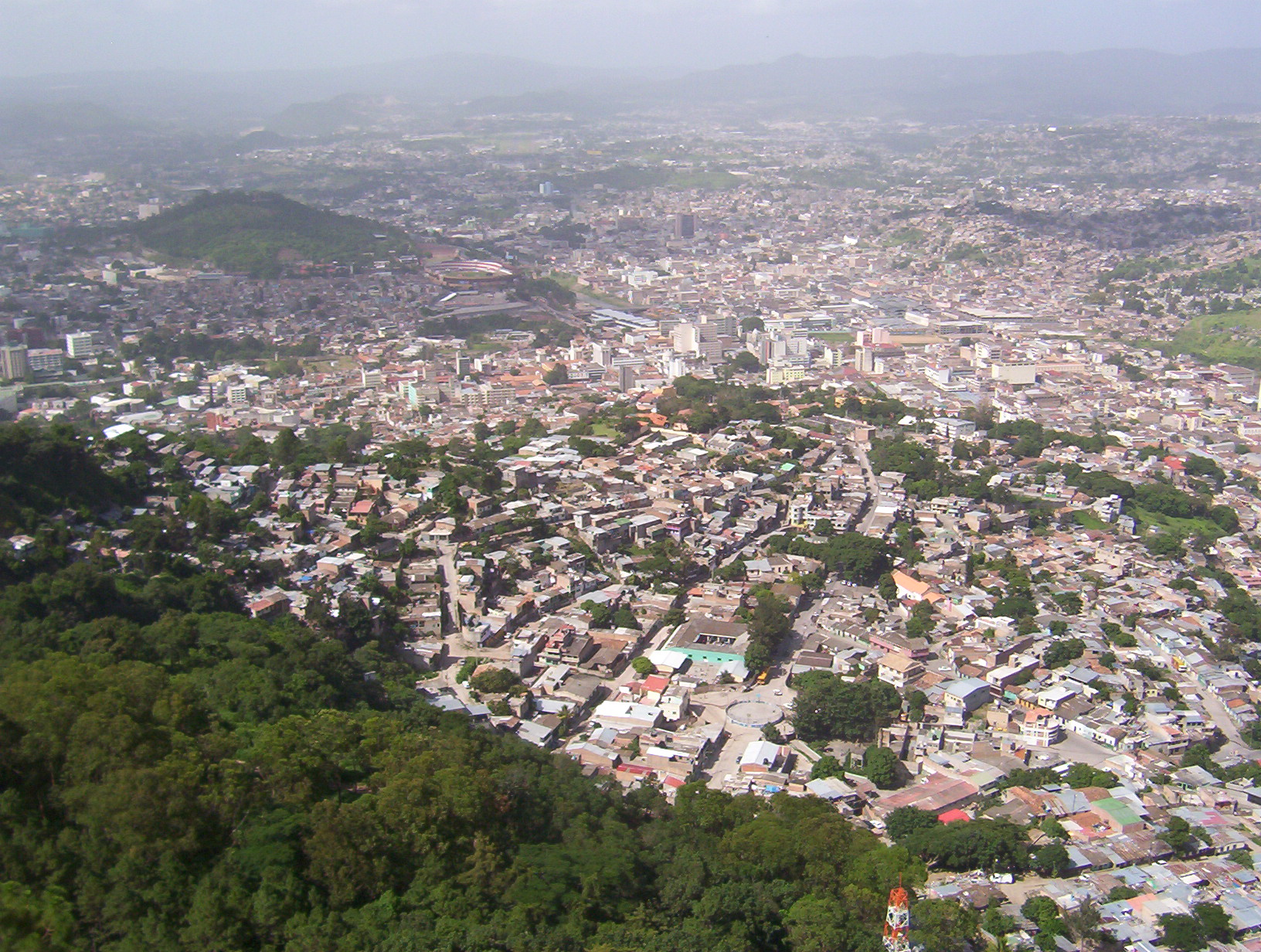
Tegucigalpa, capitala țării

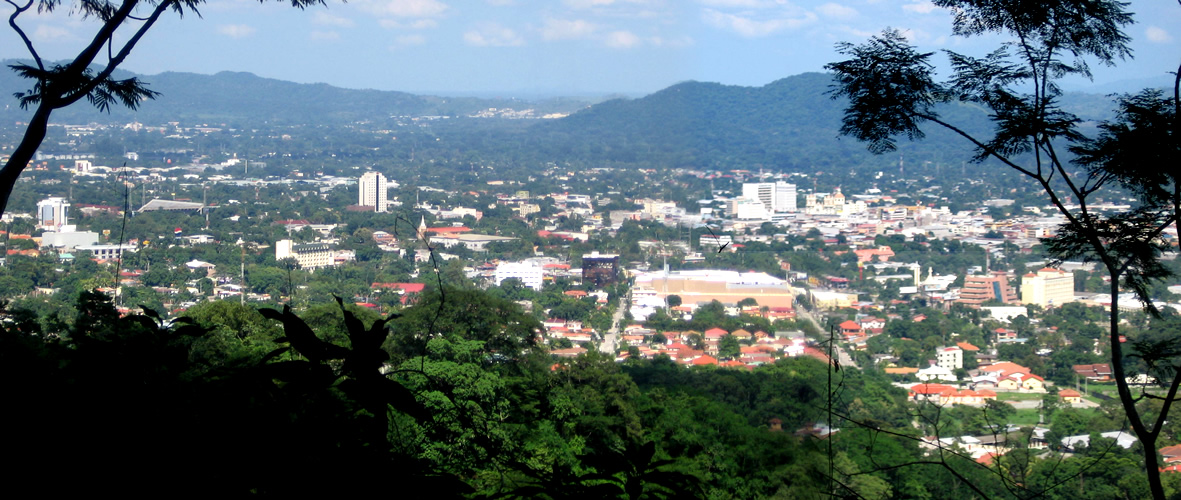
San Pedro Sula

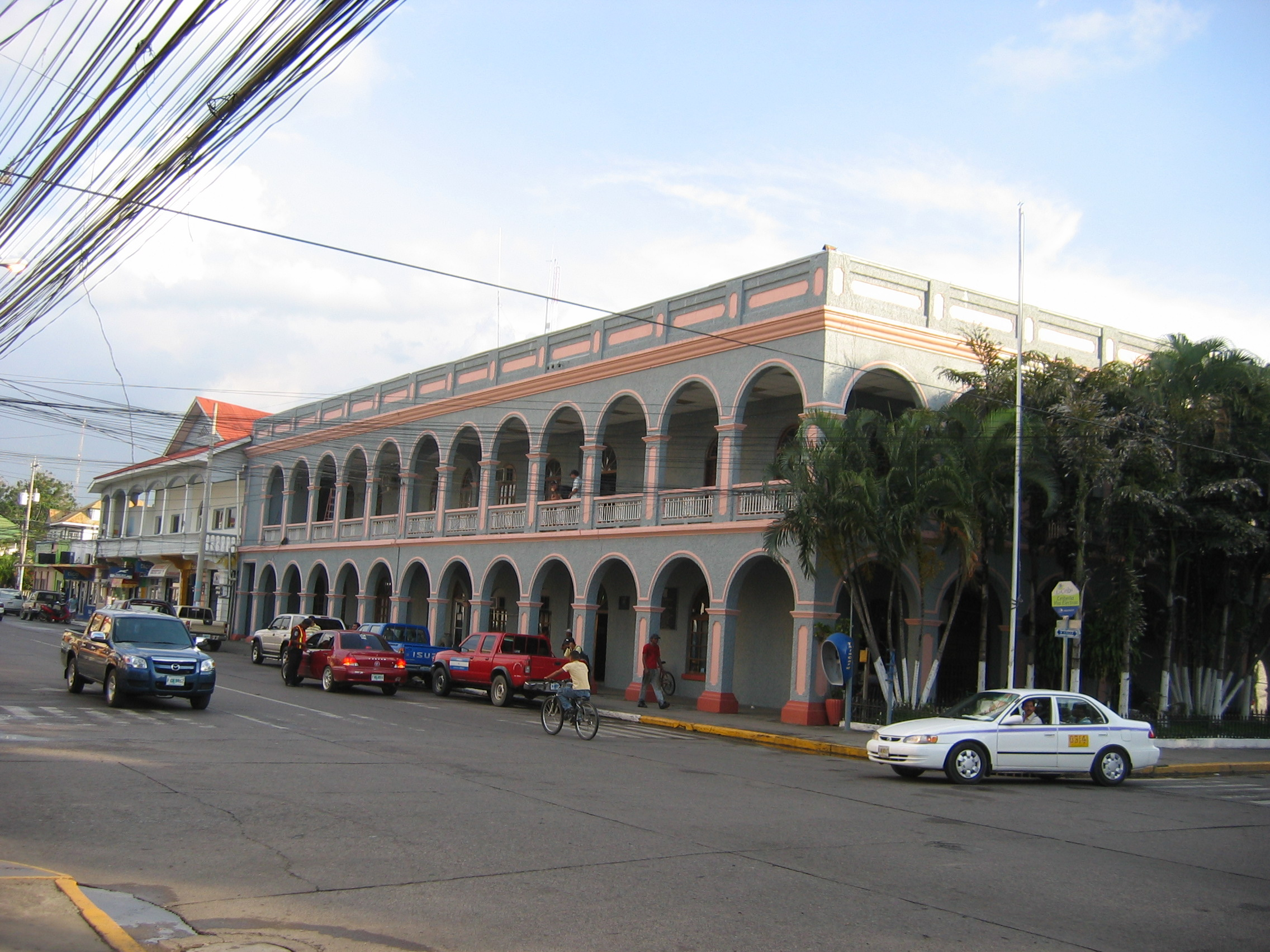
La Ceiba

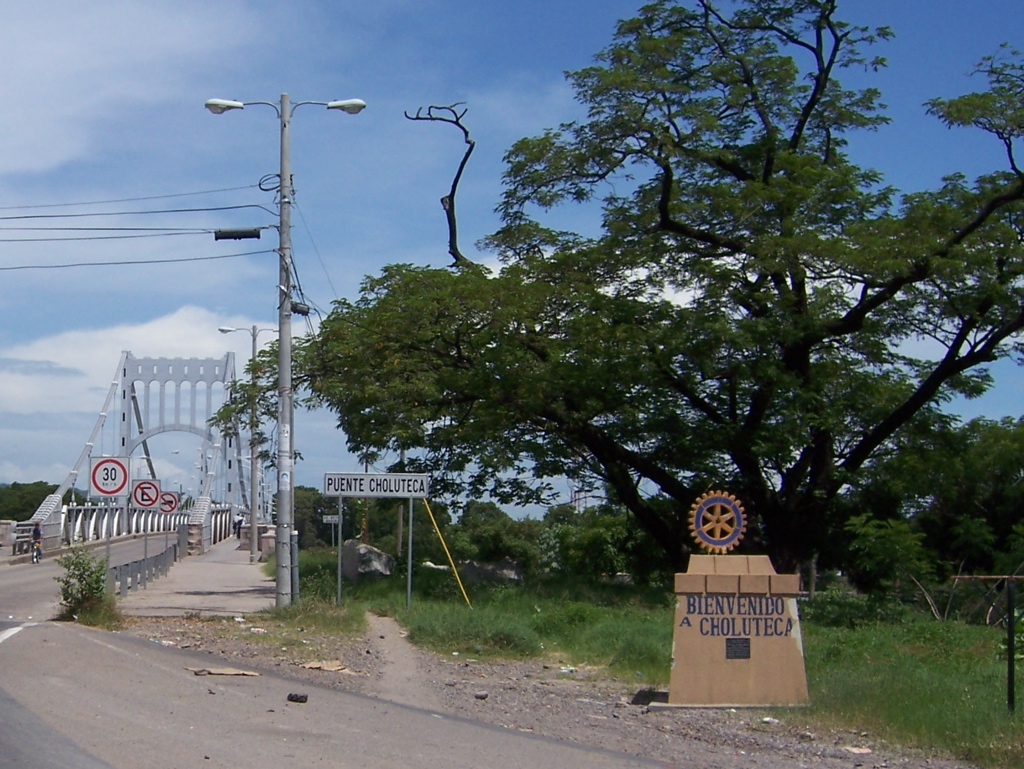
Choluteca

Aceasta este lista orașelor din Honduras, cu numărul populației conform unor estimări oficiale din 2010.

## Lista
Capitală de department

     Capitala țării 
| Loc | Oraș                | Populație | Departament       |
| --- | ------------------- | --------- | ----------------- |
| 1   | Tegucigalpa         | 1.126.534 | Francisco Morazán |
| 2   | San Pedro Sula      | 638.259   | Cortés            |
| 3   | Choloma             | 222.828   | Cortés            |
| 4   | La Ceiba            | 174.006   | Atlántida         |
| 5   | El Progreso         | 131.125   | Yoro              |
| 6   | Choluteca           | 93.598    | Choluteca         |
| 7   | Comayagua           | 75.281    | Comayagua         |
| 8   | Puerto Cortés       | 60.751    | Cortés            |
| 9   | La Lima             | 59.030    | Cortés            |
| 10  | Danlí               | 56.968    | El Paraíso        |
| 11  | Siquatepeque        | 55.490    | Comayagua         |
| 12  | Catacamas           | 44.198    | Olancho           |
| 13  | Juticalpa           | 44.183    | Olancho           |
| 14  | Tocoa               | 43.217    | Colón             |
| 15  | Villanueva          | 41.956    | Cortés            |
| 16  | Tela                | 35.178    | Atlántida         |
| 17  | Olanchito           | 35.110    | Yoro              |
| 18  | Santa Rosa de Copán | 34.390    | Copán             |
| 19  | San Lorenzo         | 27.842    | Valle             |
| 20  | Cofradía            | 18.011    | Cortés            |
| 21  | El Paraíso          | 17.412    | El Paraíso        |
| 22  | La Paz              | 15.889    | La Paz            |
| 23  | Yoro                | 14.069    | Yoro              |
| 24  | La Entrada          | 13.949    | Copán             |
| 25  | Potrerillos         | 13.900    | Cortés            |
| 26  | Santa Bárbara       | 13.896    | Santa Bárbara     |
| 27  | Talanga             | 13.533    | Francisco Morazán |
| 28  | Nacaome             | 12.972    | Valle             |
| 29  | Santa Rita          | 12.111    | Yoro              |
| 30  | Intibucá            | 11.995    | Intibucá          |
| 31  | Guaimaca            | 11.101    | Francisco Morazán |
| 32  | Morazán             | 10.205    | Yoro              |
| 33  | Trujillo            | 8.541     | Colón             |
| 34  | Nueva Ocotepeque    | 8.297     | Ocotepeque        |
| 35  | Gracias             | 6.716     | Lempira           |
| 36  | Coxen Hole (Roatán) | 6.498     | Bay Islands       |
| 37  | La Esperanza        | 4.978     | Intibucá          |
| 38  | Puerto Lempira      | 3.955     | Gracias a Dios    |
| 39  |                     | 2.340     | El Paraíso        |